# Multiplikativ funktion
Inom talteorin är en multiplikativ funktion en aritmetisk funktion f(n) på de positiva heltalen n så att om a och b är relativt prima:
f(ab) = f(a)f(b).
En multiplikativ funktion f(n) kallas komplett multiplikativ om f(ab) = f(a)f(b) gäller för alla positiva heltal a och b, även om de inte är relativt prima.
Varje komplett multiplikativ funktion är multiplikativ, men inte vice versa.
Utanför talteorin används termen multiplikativ vanligtvis för alla funktioner med egenskapen f(ab) = f(a)f(b) för alla argument a och b.

## Exempel
- φ(n): Eulers φ-funktion, antalet positiva heltal relativt prima med n.